# Parakeelya schistorhiza
Parakeelya schistorhiza är en källörtsväxtart som först beskrevs av Alexander Morrison, och fick sitt nu gällande namn av M.A. Hershkovitz. Parakeelya schistorhiza ingår i släktet Parakeelya och familjen källörtsväxter. Inga underarter finns listade i Catalogue of Life.